# States Reorganisation Act
Der States Reorganisation Act, der am 31. August 1956 Gesetzeskraft erlangte, war ein vom indischen Parlament beschlossenes Gesetzespaket, das die Neugliederung des indischen Staatsgebietes in einzelne Bundesstaaten nach ethnisch-sprachlichen Grundsätzen regelte. Aus verfahrenstechnischen Gründen folgte eine entsprechende Regelung für die beiden Bundesstaaten Bihar und Westbengalen separat und etwas später mit dem Bihar and West Bengal (Transfer of Territories) Act, der am 1. September 1956 in Kraft trat. Die mit den beiden Gesetzen verbundenen territorialen Änderungen wurden am 1. November 1956 umgesetzt.

## Die indische Unabhängigkeit und die Integration der Fürstenstaaten
Am 15. Juni 1947 trat der vom britischen Parlament beschlossene Indian Independence Act in Kraft, der die Aufteilung Britisch-Indiens in zwei Staaten, einen überwiegend hinduistischen Staat Indien und einen muslimischen Staat Pakistan vorsah. Am 14. August 1947 wurden durch den obersten Vertreter der britischen Kolonialmacht, den Generalgouverneur und Vizekönig von Indien, Louis Mountbatten, in Karatschi Pakistan und am darauffolgenden Tag in Delhi Indien formell in die Unabhängigkeit (als Dominions im Rahmen des Britischen Commonwealth) entlassen. Gleich danach brachen schwere Unruhen zwischen Hindus und Muslimen aus, die in bürgerkriegsähnlichen Zuständen mündeten.
In Indien wurde die politische Macht durch Vertreter des Indischen Nationalkongresses übernommen. Der Indische Nationalkongress strebte die Gründung einer Republik Indien an. Zu den Zeiten der britischen Kolonialmacht hatte jedoch ein erheblicher Teil Indiens nicht direkt unter britischer Herrschaft gestanden, sondern wurde von mehr als 560 einheimischen indischen Fürstendynastien regiert, die in einem vertraglichen und persönlichen Treueverhältnis zur britischen Krone standen. Das Verhältnis dieser Fürstenstaaten zu einem unabhängigen indischen Staat war ungeklärt. Am 5. Juli 1947 richtete Vallabhbhai Patel einen Appell an die noch zögernden Fürsten (viele hatten schon vorher grundsätzlich zugestimmt), dem Dominion Indien für die gemeinsame Regelung von Angelegenheiten der Verteidigung, der Außenpolitik und der Nachrichten- und Verkehrsbeziehungen beizutreten. Am 25. Juli 1947 wandte sich auch Lord Mountbatten mit einer ähnlichen Aufforderung an die Fürsten. Viele Fürsten stimmten freiwillig und aus patriotischer Gesinnung, oder in realistischer Einsicht, dass keine Alternative möglich sei, der Eingliederung ihrer Länder in die Indische Union zu. Die Herrscher einzelner größerer Fürstenstaaten, wie der Nizam von Hyderabad, der Raja von Travancore und der Nawab von Bhopal, versuchten eine unabhängige Politik zwischen Indien und Pakistan zu betreiben, mussten jedoch z. T. unter militärischem Druck der Indischen Union schließlich ihre Länder in die indische Republik eingliedern. Der Nawab von Junagadh erklärte den Anschluss seines mehrheitlich von Hindus bewohnten Fürstentums an Pakistan, woraufhin es von indischen Truppen besetzt wurde. Der Maharadscha von Kaschmir versuchte ebenfalls seine Unabhängigkeit zu bewahren, schloss sein Land jedoch unter dem Eindruck einer muslimischen Rebellion gegen seine Herrschaft Indien an.
Letztlich wurden alle Fürsten zur Aufgabe ihrer politischen Macht genötigt und ihre Staatsterritorien in die neu gegründeten Staaten Indien und Pakistan eingegliedert. In der Indischen Union wurde zunächst in der Phase der Stabilisierung nach der Unabhängigkeitserklärung die Verwaltungseinteilung der britischen Kolonialmacht weitergeführt. Die meisten kleineren ehemaligen Fürstenstaaten wurden in die früher britischen Provinzen eingegliedert.

## Dhar-Kommission und JVP-Komitee
Der Indische Nationalkongress hatte schon frühzeitig während der britischen Kolonialherrschaft die Forderung nach einer administrativen Neugliederung Indiens nach linguistischen Gesichtspunkten erhoben. Die Agitation gegen die Teilung Bengalens 1905 berief sich vor allem auf die Argumentation der Zusammengehörigkeit des bengalischen Sprachgebiets. Seit 1921 war die Forderung nach der Neugliederung Indiens auf linguistischer Grundlage Bestandteil des Parteiprogramms des Kongresses. Als die Unabhängigkeit in greifbare Nähe rückte, wurde die Kongresspartei allerdings in ihren Aussagen vorsichtiger und versprach nur noch eine Neugliederung Indiens nach sprachlichen Gesichtspunkten, „soweit es die Umstände möglich machten“. Führende Kongress-Politiker fürchteten ein Aufleben regionalistischer und partikularistischer Interessen und entsprechend zentrifugale Tendenzen im unabhängigen Indien. Der erste Premierminister Jawaharlal Nehru betonte, dass die erste Priorität die Stabilisierung des neu entstandenen Staates sein müsse und dass erst später über eine Neugliederung des Bundesgebietes nachgedacht werden könne. Am 17. Juni 1948 wurde die Linguistic Provinces Commissions ins Leben gerufen. Die Kommission sollte darüber entscheiden, ob die von verschiedener Seite geforderte Neubildung von im Wesentlichen linguistisch definierten Bundesstaaten Andhra, Karnataka, Kerala und Maharashtra sinnvoll und machbar wäre.
Die Kommission bestand aus drei Personen, dem Vorsitzenden S. K. Dhar, einem pensionierten Richter am Allahabad High Court, Panna Lall, einem ehemaligen Beamten des Indian Civil Service und B. C. Banerje. Nach ihrem Vorsitzenden wurde sie unter dem Namen „Dhar Commission“(früher auch „Dar Commission“ geschrieben) bekannt. Die Kommission warnte in ihrem Abschlussbericht vor einer baldigen Neugliederung des Gebiets der Indischen Union und lehnte das Konzept von linguistisch homogenen Provinzen ab:

“[…] The existing Indian Provinces are administrative units of British imperialism. They came into existence in a somewhat haphazard way, and were not designed to work [as] democratic institutions […] But they have taken root and are now living vital organisms and have served the useful purpose of bringing together people, who might otherwise have remained separated.[…] In any rational and scientific planning that may take place in regard to the provinces of India in the future, homogeneity of language cannot be a decisive or even an important factor. Administrative convenience, history, geography, economy, culture and many other matters will also have to be given due weight. […] this is certainly not the time for embarking upon the enterprise of redrawing the map of the whole of southern India including the Deccan, Bombay and the Central provinces. India is yet to become a nation and Indian states are yet to be integrated. […] India […] cannot afford to add to its anxieties the heat, controversy and bitterness, which the demarcation of boundaries and allotment of the capital cities of Bombay and Madras will involve. […] In order to secure this stability and integration, India should have a strong Centre and a national language. […] The only good that we can see in a linguistic province is the possible advantage it has in working the legislature in the regional language. But this is more than counter-balanced by the obstruction, the linguistic provinces will inevitably cause to the spread of national language and national feeling in the country.”

„[…] Die existierenden indischen Provinzen sind Verwaltungseinheiten des britischen Imperialismus. Sie sind in einer gewissermaßen willkürlichen Weise entstanden und wurden nicht dazu geschaffen, als demokratische Institutionen zu funktionieren […] Sie haben jedoch Wurzeln geschlagen und sind nun vitale Organismen, die auch dem nützlichen Zweck dienten, Menschen zusammenzubringen, die unter anderen Umständen voneinander getrennt geblieben wären. In einer rationalen und wissenschaftlichen Planung, die hinsichtlich der Provinzen in der Zukunft vielleicht einmal stattfinden wird, kann die Homogenität der Sprache kein entscheidendes oder überhaupt ein wichtiges Kriterium sein. Verwaltungstechnische Gesichtspunkte, geschichtlicher Hintergrund, Geografie, Wirtschaft, Kultur und viele andere Dinge müssen ebenfalls angemessen berücksichtigt werden. […] dies ist sicher nicht die Zeit sich an das Unterfangen zu machen, die Landkarte ganz Südindiens, einschließlich des Dekkans, Bombays und der Central Provinces neu zu zeichnen. Indien muss erst zu einer Nation heranwachsen und die einzelnen Staaten müssen erst integriert werden. […] Indien […] kann es sich nicht leisten, zu seinen Ängsten noch die Hitze, die Kontroversen und die Erbitterung, die neue Grenzziehungen und die Zuordnung der Hauptstädte Bombay und Madras mit sich bringen würde, auf sich zu laden. […] Um die Stabilität und Integration zu gewährleisten sollte Indien ein starkes Zentrum und eine nationale Sprache haben. […] Das einzig Gute, das wir in einer linguistischen Provinz sehen können, ist der Vorteil, dass der Gesetzgebungsprozess in einer regionalen Sprache ablaufen kann. […] Dies wird jedoch mehr als aufgewogen durch den Widerstand, den linguistische Provinzen unweigerlich der Verbreitung einer nationalen Sprache und eines Nationalgefühls im Lande entgegensetzen werden.“

Nach Bekanntwerden des Berichts der Dhar-Kommission erhoben sich vielfache Proteste, so dass sich die Führung der Kongresspartei genötigt sah, auf ihrem jährlichen Parteikongress in Jaipur im Dezember 1948 ein eigenes Komitee zur Bearbeitung dieser Frage einzusetzen. Dieses Komitee bestand aus den drei Personen Jawaharlal Nehru, Vallabhbhai Patel und Pattabhi Sitaramayya und wurde nach den Anfangsbuchstaben der Namen seiner Mitglieder unter der Bezeichnung „JVP-Komitee“ bekannt. Das JVP-Komitee kam in seinem Bericht vom 1. April 1949 zu ähnlichen Schlussfolgerungen wie die Dhar-Kommission und empfahl lediglich die Bildung eines linguistisch definierten Staates Andhra aus Teilen der früheren Präsidentschaft Madras.

## Bildung der Bundesstaaten 1950

Die 27 indischen Bundesstaaten mit Jammu und Kashmir (Sonderstatus) im Jahr 1951.

Die Empfehlungen der Dhar-Kommission beeinflussten die indische Politik der folgenden Jahre. Im ersten Jahrzehnt der indischen Republik gab es eine starke Tendenz, die nach Sprechern größte Sprache Indiens, Hindi, zur allgemeinen Staatssprache zu erheben. Die am vom 26. Januar 1950 in Kraft getretene indische Verfassung definierte Indien als Bundesrepublik und übernahm die Bundesstaaten so, wie sie nach der Unabhängigkeit aus den kolonialen Grenzen entstanden waren. Die Verfassung unterschied zwischen 4 Kategorien von Staaten bzw. Territorien, die nach ihrer Auflistung in den anhängenden Tabellen der Verfassung mit den Suffixen Part A, B, C und D versehen wurden. Im engeren Sinne entsprachen nur die A- und B-Staaten wirklichen teilautonomen Bundesstaaten, die C-Staaten hatten eher den Charakter von Territorien, die von der Zentralregierung indirekt verwaltet wurden. Den meisten C-Staaten wurde mit dem Government of Part C States Act 1951 zwar eine gewählte Volksvertretung gewährt, jedoch hatte sie nur eingeschränkte Kompetenzen. Wichtige Fragen wie Finanzangelegenheiten wurden direkt durch das indische Innenministerium entschieden.
| Kategorie  | Beschreibung                                                   | Administrator                                                                 | Staaten |
| ---------- | -------------------------------------------------------------- | ----------------------------------------------------------------------------- | --- |
| A-Staaten  | Frühere britische Provinzen                                    | gewählter Gouverneur und gewähltes Parlament                                  | 9 Staaten: Assam, Bihar, Bombay, Punjab, Madhya Pradesh, Madras, Orissa, Uttar Pradesh, Westbengalen                                                                    |
| B-Staaten  | Ehemalige Fürstenstaaten oder Vereinigungen von Fürstenstaaten | Rajpramukh (früherer Fürst) und gewähltes Parlament                           | 9 Staaten: Hyderabad, Jammu und Kashmir, Madhya Bharat, Mysore, Patiala and East Punjab States Union (PEPSU), Rajasthan, Saurashtra, Travancore-Cochin, Vindhya Pradesh |
| C-Staaten  | Frühere Fürstenstaaten                                         | von der Regierung ernannter Chief commissioner meist auch gewähltes Parlament | 10 Staaten: Ajmer, Coorg, Koch-Bihar 1, Bhopal, Bilaspur, Delhi, Himachal Pradesh, Kachchh, Manipur, Tripura                                                            |
| D-Gebiet 2 | Unionsterritorium                                              | ernannter Gouverneur                                                          | Andamanen und Nikobaren |

## States Reorganisation Commission
Auf die Dauer erwies sich die Aufteilung in Klasse A, B, C, D-Bundesstaaten aber als nicht tragfähig. Ein Präzedenzfall war die Schaffung des Staates Andhra aus Teilen des bisherigen Bundesstaats Madras nach linguistischen Gesichtspunkten, die im Jahr 1953 unter dem Druck einer jahrelangen Agitation erfolgte. Damit war der Weg zur Schaffung von im Wesentlichen linguistisch definierten Staaten beschritten, auf dem es kein Zurück mehr gab.

Die 27 indischen Bundesstaaten im Jahr 1955 nach Bildung des Bundesstaates Andhra 1953 und Angliederung des Bundesstaats Bilaspur an Himachal Pradesh 1954

Am 22. Dezember 1953 wurde durch Premierminister Nehru die States Reorganisation Commission (SRC) ins Leben gerufen, deren Aufgabe es war, Empfehlungen für neue, nach ethnisch-sprachlichen Gegebenheiten gebildete Bundesstaaten zu erarbeiten. Die Kommission bestand aus drei angesehenen Personen, dem früheren Richter am Supreme Court Sayyid Fazal Ali, K. Madhava Panikkar, damals indischer Botschafter in Kairo, und Hriday Nath Kunzru, einem Mitglied der Rajya Sabha, des indischen „Staatenhauses“. Keine der drei Personen war Mitglied der Kongresspartei. Den Vorsitz führte Fazal Ali.
Die Kommission teilte am 23. Februar 1954 der indischen Öffentlichkeit über die Presse mit, dass Eingaben und Vorschläge zur neuen territorialen Gliederung gemacht werden könnten. Insgesamt gingen mehr als 150.000 solche Eingaben ein, von denen allerdings nur ca. 2000 „wohldurchdachte“ eingehender betrachtet wurden. Die Kommission reiste mehr als 60.000 Kilometer durch ganz Indien und befragte dabei mehr als 9000 Personen aus allen Bevölkerungsschichten.
Am 30. September 1955 legte die Kommission ihre Empfehlungen in einem Bericht vor. Die Empfehlungen waren weitreichend. Der Bericht befürwortete eine baldige Neugliederung der Bundesstaaten und führte als Hauptargument dafür an, dass die Bewegung hin zu linguistischen Staaten nach der Schaffung des Staates Andhra nicht mehr aufgehalten werden könne. Die andauernde Unsicherheit hinsichtlich der territorialen Aufteilungen führe dagegen zu wirtschaftlichen Nachteilen. Im SRC-Bericht wurde betont, dass die Kommission sich nicht nur von rein linguistischen Gesichtspunkten habe leiten lassen. Als weiterer wichtiger Punkt wurde die wirtschaftliche Lebensfähigkeit der neu zu schaffenden Einheiten genannt.
Der Bericht empfahl die Beseitigung der bisherigen Unterscheidung von A-, B- und C-Staaten. Insbesondere die C-Staaten sollten, da zu klein um wirtschaftlich zu sein, an größere Staaten angegliedert werden. Die Zahl der Unionsterritorien sollte auf ein Minimum reduziert werden. Der anfangs publizierte Entwurf entsprach schon relativ weitgehend der später realisierten Umsetzung (siehe unten), jedoch gab es einige wesentliche Unterschiede: der Staat Hyderabad sollte nicht aufgelöst werden, sondern weiterbestehen und im Wesentlichen auf seine telugusprachigen Anteile verkleinert werden. Die marathisprachige Region von Nagpur sollte von Madhya Pradesh abgetrennt werden und zu einem eigenen Bundesstaat Vidarbha erhoben werden. Himachal Pradesh und Tripura sollten an den Punjab bzw. Assam angegliedert werden.
Nach der Veröffentlichung der Kommissionsempfehlungen gab es eine intensive öffentliche und parlamentarische Debatte über die Vorschläge. Im Januar legte die Regierung einen Gesetzesentwurf, der in den meisten Punkten den Vorschlägen folgte, vor. Auch die Parlamente der Bundesstaaten, deren Zustimmung eigentlich gar nicht erforderlich war, wurden zu Rate gezogen. Am 18. April 1956 wurde der Gesetzesentwurf zur Änderung der Verfassung in die Lok Sabha eingebracht. Nach Beratung in den Ausschüssen und der Zustimmung beider Kammern erlangten der States Reorganisation Act am 31. August 1956 und der Constitution (7th Amendment) Act am 19. Oktober 1956 Gesetzeskraft. Da die Grenzregelungen zwischen Bihar und Westbengalen etwas länger dauerten, wurden diese in einem eigenen Gesetz, dem Bihar and West Bengal (Transfer of Territories) Act, der am 1. September 1956 Gesetzeskraft erlangte, umgesetzt.

## Bestimmungen des States Reorganisation Act im Einzelnen
Mit dem States Reorganisation Act wurden 10 Bundesstaaten aufgelöst: Hyderabad, Travancore-Cochin, Coorg, Saurashtra, Kachchh, Ajmer, Vindhya Pradesh, Madhya Bharat, Bhopal und die Punjab and East Patiala States Union (PEPSU). Das Territorium dieser Bundesstaaten wurde unter den benachbarten Staaten aufgeteilt. Travancore-Cochin bildete einen Sonderfall, da der Staat zwar formell aufgelöst, aber anschließend unter neuem Namen (Kerala) auf sehr ähnlichem Territorium ein neuer Staat gegründet wurde. Hier handelte es sich also mehr um eine Umbenennung. Alle bisherigen C-Staaten wurden entweder aufgelöst und an andere Staaten angegliedert oder in Unionsterritorien umgewandelt. Der einzige bisherige D-Staat, die Andamanen und Nikobaren, wurde ebenfalls zu einem Unionsterritorium.
Nach Umsetzung des States Reorganisation Act bestanden folgende 14 Bundesstaaten:

Änderungen des States Reorganisation Acts sowie des Bihar And West Bengal (Transfer Of Territories) Acts 1956 (mit zusätzlicher Darstellung der 1959 erfolgten Grenzkorrekturen zwischen Madras und Andhra Pradesh)

1. Andhra Pradesh: An den Bundesstaat Andhra wurde die Telangana-Region des aufgelösten Staats Hyderabad angegliedert. Der vergrößerte Staat erhielt danach den Namen Andhra Pradesh.
2. Assam: das Gebiet Assams blieb unverändert.
3. Bihar: auf Grundlage des Bihar And West Bengal (Transfer Of Territories) Act, 1956 trat Bihar Teile des Distrikts Purnea und Teile des Distrikts Manbhum an Westbengalen ab. Dadurch erhielt Westbengalen eine Landbrücke zwischen seinem bisher nicht zusammenhängenden Nord- und dem Südteil.
4. Bombay: der Staat wurde durch Angliederung von Saurashtra und Kachchh sowie der marathisprachigen Anteile Division Nagpur von Madhya Pradesh vergrößert; die Marathwada-Region von Hyderabad wurde angegliedert. Die südlichen Anteile von Bombay wurden an den Bundesstaat Mysore abgetreten. An Rajasthan wurde ein kleines Grenzgebiet um Abu Road im Distrikt Banaskantha abgetreten.
5. Jammu und Kashmir: Jammu und Kashmir blieb in seinem Gebietsstand unverändert
6. Kerala: Kerala wurde formell als Bundesstaat neu gebildet, de facto war es jedoch im Wesentlichen der Nachfolgestaat von Travancore-Cochin, der durch Anschluss des bisher zu Madras gehörenden Distrikts Malabar vergrößert wurde. Die bisher zum Distrikt Malabar zählenden Inselgruppen der Lakkadiven und Amindiven sowie Minicoy wurden von ihm abgetrennt und zu einem Unionsterritorium umgewandelt. Das Gebiet des späteren Distrikts Kanyakumari an der Südspitze Indiens kam zu Madras.
7. Madhya Pradesh: Madhya Bharat, Vindhya Pradesh und Bhopal wurden als Staaten aufgelöst und an Madhya Pradesh angegliedert. Madhya Pradesh erhielt die bisher zu Rajasthan gehörende Exklave um Sironj. Die marathisprachigen Anteile der Division Nagpur wurden an den Staat Bombay angegliedert.
8. Madras: der Staat wurde im Wesentlichen auf seine heutigen Grenzen beschränkt durch Abtretung des Malabar-Distrikts an den neu gebildeten Staat Kerala und des kannadasprachigen Gebiets um Kollegal an Mysore. Von Tranvancore-Cochin gewann Madras Gebiete hinzu (s. o.).
9. Mysore: Mysore wurde signifikant vergrößert durch Angliederung des Staates Coorg und der überwiegend kannadasprachigen südlichen Teile des Bundesstaats Bombay und des westlichen Hyderabad. Von Madras erhielt Mysore den größten Teil des Küstendistrikt South Kanara (ein kleiner Anteil mit dem Ort Kasaragod ging an Kerala) und das Gebiet von Kollegal.
10. Orissa: das Gebiet Orissas blieb unverändert
11. Punjab: die Patiala and East Punjab States Union (PEPSU) wurde an den Punjab angegliedert.
12. Rajasthan: Rajasthan wurde durch die Angliederung des Staates Ajmer vergrößert. Die Exklave um Sironj wurde an Madhya Pradesh abgetreten. Außerdem erhielt Rajasthan einen kleinen Grenzstreifen um Abu Road von Bombay.
13. Uttar Pradesh: das Gebiet von Uttar Pradesh blieb unverändert. In einem Minderheitenvotum hatte sich K.M. Panikkar für eine Aufteilung des Staates in mindestens zwei Staaten ausgesprochen, sich aber mit dieser Meinung nicht durchgesetzt.[11]
14. Westbengalen: Westbengalen erhielt die oben erwähnten Territorien von Bihar

Die folgenden 6 Unionsterritorien wurden gebildet:
1. Andamanen und Nikobaren
2. Delhi
3. Himachal Pradesh
4. Lakkadiven, Amindiven und Minicoy
5. Tripura
6. Manipur

## Weitere Entwicklung
Nach der Neuordnung durch den States Reorganisation Act bestanden folgende Bundesstaaten und Unionsterritorien (Zahlen gerundet):
| Nr. | Name              | Bevölkerung in Mio. (1956) | Fläche (km²) | Haupt-Sprache     |
| --- | ----------------- | -------------------------- | ------------ | ----------------- |
| 1   | Andhra Pradesh    | 34                         | 284.900      | Telugu            |
| 2   | Assam             | 10                         | 230.500      | Assamesisch       |
| 3   | Bihar             | 41                         | 165.800      | Hindi             |
| 4   | Bombay            | 51                         | 487.000      | Marathi, Gujarati |
| 5   | Kerala            | 14                         | 38.900       | Malayalam         |
| 6   | Madhya Pradesh    | 28                         | 458.500      | Hindi             |
| 7   | Madras            | 32                         | 130.000      | Tamil             |
| 8   | Mysore            | 20                         | 85.000       | Kannada           |
| 9   | Orissa            | 16                         | 155.000      | Oriya             |
| 10  | Punjab            | 17                         | 122.000      | Hindi, Panjabi    |
| 11  | Rajasthan         | 17                         | 342.000      | Hindi             |
| 12  | Uttar Pradesh     | 67                         | 293.000      | Hindi             |
| 13  | Westbengalen      | 28                         | 98.000       | Bengalisch        |
| 14  | Jammu und Kashmir | ~4                         | ~139.000     | Kashmiri          |

| Nr. | Name                              | Bevölkerung in Mio. (1956) | Fläche (km²) |
| --- | --------------------------------- | -------------------------- | ------------ |
| 1   | Delhi                             | 2                          | 600          |
| 2   | Himachal Pradesh                  | 1                          | 10.000       |
| 3   | Manipur                           | 0,6                        | 9.000        |
| 4   | Tripura                           | 0,7                        | 4.000        |
| 5   | Andamanen und Nikobaren           | 0,03                       | 3.000        |
| 6   | Lakkadiven, Amindiven und Minicoy | 0,02                       | 100          |

Die 14 indischen Bundesstaaten und 6 Unionsterritorien im Jahr 1956

Nach dem Jahr 1960 neu entstandene Bundesstaaten:

Nach der Umsetzung des States Reorganisation Acts ebbten die Diskussionen um die Neugliederung des indischen Staatsgebiets zunächst ab. Die Regelungen des Acts erwiesen sich als weitgehend tragfähig und sind zum großen Teil bis heute in Kraft geblieben. Einige Regelungen des Acts sind allerdings noch heute umstritten. Ein Beispiel ist der Streit um das Gebiet um die Stadt Belagavi (Belgaum) zwischen den heutigen Bundesstaaten Maharashtra und Karnataka (Mysore). Im Jahr 2014 löste sich nach jahrelanger politischer Agitation die Region Telangana wieder von Andhra Pradesh, an das sie durch den Act angegliedert worden war, ab und bildete einen eigenen Bundesstaat.
Die einzigen beiden nach 1956 verbliebenen bilingualen Bundesstaaten waren Punjab und Bombay. Im Punjab waren Panjabi- und Hindi-Sprecher und in Bombay Gujarati- und Marathi-Sprecher vereint. Die Diskussion um Bombay hatte sich vor allem um die Zukunft der großen kosmopolitischen Hafen- und Handelsstadt Bombay (heute Mumbai) gedreht, auf die sowohl die Gujarati- als auch die Marathi-Sprecher Ansprüche erhoben. Die Stadt lag zwar im Marathi-Sprachgebiet, jedoch hatten vor allem Gujarati-Händler zu ihrem wirtschaftlichen Aufstieg beigetragen. Die Auseinandersetzung um Bombay erinnerte an die Diskussion um die Stadt Madras (heute Chennai) wenige Jahre zuvor, die damals sowohl von Tamil- als auch Telugu-Sprechern beansprucht worden war. 1960 wurde auch der Staat Bombay nach linguistischen Gesichtspunkten im Bombay Reorganisation Act in die Staaten Gujarat und Maharashtra aufgeteilt (die Stadt Bombay ging an Maharashtra). 1966 folgte mit dem Punjab Reorganisation Act eine analoge Entscheidung für den Bundesstaat Punjab, von dem die Hindi-sprachigen Gebiete abgetrennt wurden. Dabei wurde der neue Bundesstaat Haryana gebildet.
Auch im multilingualen Assam kam es in den folgenden Jahrzehnten zu Auseinandersetzungen, so dass 1962 Nagaland und 1970–1972 Meghalaya, Mizoram und Arunachal Pradesh aus Assam herausgelöst wurden.
Durch die Bildung neuer Bundesstaaten hat sich deren Zahl daher von 14 im Jahr 1956 nach dem States Reorganisation Act auf 29 im Jahr 2017 erhöht.